# Mary Landry
Mary Landry é uma oficial americana de gestão de desastres e oficial superior aposentada da Guarda Costeira dos Estados Unidos.

## Carreira
Em abril de 2012, Landry tornou-se diretora de Gestão de Incidentes e Preparação na sede da Guarda Costeira. Ela é responsável por estabelecer, desenvolver e implementar todas as metas, estratégias, políticas e doutrinas de gerenciamento de incidentes de riscos para atender às responsabilidades da Guarda Costeira em preparação e resposta a incidentes.
Antes de ingressar no Serviço de Executivo Sênior da Guarda Costeira, Landry serviu em serviço ativo na Guarda Costeira se aposentando no posto de Contra-almirante em 2011. Como oficial de bandeira, ela atuou como Diretora de Assuntos Públicos e Governamentais na sede da Guarda Costeira em Washington, D.C. Sua subsequente turnê foi como Comandante do Oitavo Distrito da Guarda Costeira e Comandante da Força-Tarefa 1898, com sede em Nova Orleans.
Como Comandante do Distrito, Landry era responsável pelas operações da Guarda Costeira dos EUA cobrindo 26 estados, mais de 1.200 quilômetros de costa e 10.300 milhas de vias navegáveis no interior da Flórida para o México e incluindo os comprimentos navegáveis inteiros do Mississippi, Ohio, Missouri, Illinois e Tennessee Sistemas fluviais. Durante esta turnê, ela atuou como Coordenadora Federal da Scene no derramamento de óleo Deepwater Horizon e supervisionou a resposta do serviço às inundações do Rio Mississippi em 2011.